# 曹維揚
曹維揚（1996年2月23日—），台灣棒球投手，出生于屏東縣。現為國立台灣體育大學棒球隊隊員。曾效力中華職棒味全龍隊，守備位置為投手

## 經歷
- 屏東縣瑞光國小
- 屏東縣中正國中青少棒隊
- 屏東縣屏東高中青棒隊
- 臺中市國立臺灣體育運動大學棒球隊（富邦公牛）
- 美國大學夏季聯盟紐約由提卡釀酒人隊（Utica Brewers）（2015年6月－8月）
- 臺中市成棒隊（台灣人壽）（2018年）
- 中華職棒味全龍自主培訓選手（2019年8月－12月）
- 中華職棒味全龍（2020年－2021年10月8日）

## 荣誉
- 2013年 -- 第一屆黑豹旗全國高中棒球大賽投手獎。

## 外部連結
- 曹維揚在台灣棒球維基館上的頁面（繁體中文）